# The Good House
The Good House és una pel·lícula de comèdia dramàtica estatunidenca del 2021 dirigida per Maya Forbes i Wally Wolodarsky, que va escriure el guió amb Thomas Bezucha. Està basada en la novel·la homònima d'Ann Leary. S'ha subtitulat al català.
És l'última pel·lícula d'Amblin Partners que es va produir sota la productora Participant per al contingut de justícia social (ja que Participant va rescindir la seva participació amb Amblin Partners i va finalitzar la seva relació amb l'empresa el 30 de novembre de 2020).

## Repartiment
- Sigourney Weaver com a Hildy Good
  - Isabelle Trudel com la jove Hildy
- Kevin Kline com a Frank Getchell
- Morena Baccarin com a Rebecca McAllister
- Rob Delaney com a Peter Newbold
- Beverly D'Angelo com a Mamie Lang
- David Rasche com a Scott Good
- Rebecca Henderson com a Tess Good
- Molly Brown com a Emily Good
- Kelly AuCoin com a Brian McAllister
- Kathryn Erbe com a Wendy Heatherton
- Paul Guilfoyle com a Henry Barlow

## Producció
El 23 de setembre de 2019 es va anunciar que el rodatge del projecte havia començat al Canadà. Maya Forbes i Wally Wolodarsky dirigirien la pel·lícula a més d'escriure'n el guió, i Sigourney Weaver i Kevin Kline es repartirien els papers protagonistes. Morena Baccarin, Rob Delaney, Beverly D'Angelo, David Rasche i Rebecca Henderson es van afegir al repartiment el mes següent. El 5 de novembre de 2019, Kelly AuCoin i Kathryn Erbe també s'hi van unir.

## Estrena
La pel·lícula es va projectar per primer cop al Festival Internacional de Cinema de Toronto el 15 de setembre de 2021. Originalment, Universal Pictures l'havia de distribuir als Estats Units i a altres països, però més tard es va anunciar que els drets estatunidencs de la pel·lícula estaven a la venda. El 13 de juny de 2022, dies abans de l'estrena al Festival de Cinema de Tribeca el 18 de juny, Lionsgate i Roadside Attractions van adquirir els drets de la pel·lícula als EUA. Després de la projecció de la pel·lícula a Tribeca, es va estrenar als cinemes el 30 de setembre del mateix any.
La pel·lícula es va distribuir a la carta el 18 d'octubre de 2022, seguit d'un llançament en Blu-ray i DVD el 22 de novembre de 2022.